# HC La Mela
L'Hockey Club La Mela è stata una società di hockey su pista di Montale Rangone, frazione di Castelnuovo Rangone in provincia di Modena.

## Storia
La squadra nasce nel settembre del 1983 a Castelnuovo Rangone, fondata da Tiziano Facchini e Raimondo Cavani, entrando a far parte del "Club La Mela". Nel 1986 esce dal "Club La Mela" e viene rifondata con l'attuale nome di "Hockey Club La Mela". Dopo un periodo di partecipazioni ai soli campionati giovanili, nel 1985/86 partecipa alla sua prima stagione nella serie maggiore iscrivendosi al campionato di serie C. Dopo numerosi campionati di serie A2, l'HCLM riesce ad ottenere il suo primo trofeo nazionale nel dicembre 2010 vincendo la Coppa di Lega B 2010/11 dopo aver battuto in finale il Bassano Hockey 54 per 5-4.
Nel 2017 l'Amatori Modena 1945 prese tutti diritti della società.

## Società
L'ultimo organigramma della società è stato il seguente:
- Presidente: Bruno Tognoli;
- Vicepresidente: Remo Gianasi;
- Primo allenatore: Massimo Baraldi;
- Preparatore atletico: Giovanni Cavani